# 쿠런트 준대수
미분기하학에서 쿠런트 준대수(Courant準代數, 영어: Courant algebroid)는 리 준대수와 이차 리 대수의 개념의 공통적인 일반화이다.

## 정의

### 반대칭이 아닌 괄호를 통한 정의
쿠런트 준대수는 다음과 같은 데이터로 주어진다.
- 매끄러운 다양체 {\displaystyle M}
- 매끄러운 벡터 다발 {\displaystyle E\twoheadrightarrow M}
- 벡터 다발 사상 {\displaystyle \rho \colon E\to \mathrm {T} M}, {\displaystyle s\mapsto \rho _{s}}. 이를 닻(영어: anchor)이라고 한다. 이를 {\displaystyle {\mathcal {C}}^{\infty }(M)} 위의 1차 미분 연산자로 간주하자.
- {\displaystyle E} 위의 올별 비퇴화 대칭 쌍선형 형식 {\displaystyle \langle -,-\rangle \colon E\otimes E\to \mathbb {R} \times M}
- 단면 위의 쌍선형 형식 {\displaystyle \delta \colon \Gamma ^{\infty }(E)\to \Gamma ^{\infty }(\operatorname {End} (E))}, {\displaystyle \phi \mapsto \delta _{\phi }}.

이는 다음 공리들을 만족시켜야 한다.
- {\displaystyle [\delta _{s},\delta _{t}]=\delta _{\delta _{s}t}}
- {\displaystyle \delta _{s}(ft)=(\rho _{s}f)t+f\delta _{s}t}
- {\displaystyle [\rho _{s},\rho _{t}]=\rho _{\delta _{s}t}}
- {\displaystyle \rho _{s}\langle t,u\rangle =\langle \delta _{s}t,u\rangle +\langle t,\delta _{s}u\rangle =\langle s,\delta _{t}u+\delta _{u}t\rangle }

### 반대칭인 괄호를 통한 정의
쿠런트 준대수는 다음과 같은 데이터로 주어진다.
- 매끄러운 다양체 {\displaystyle M}
- 매끄러운 벡터 다발 {\displaystyle E\twoheadrightarrow M}
- 1차 미분 연산 {\displaystyle D\colon {\mathcal {C}}^{\infty }(M)\to \Gamma ^{\infty }(E)}
- {\displaystyle E} 위의 올별 비퇴화 대칭 쌍선형 형식 {\displaystyle \langle -,-\rangle \colon E\otimes E\to \mathbb {R} \times M}
- {\displaystyle E} 위의 올별 반대칭 쌍선형 형식 {\displaystyle [-,-]\colon E\otimes E\to \mathbb {R} \times M}

이는 다음 공리들을 만족시켜야 한다.
- {\displaystyle \langle Df,[s,t]\rangle =\left\langle D\langle Df,t\rangle ,s\right\rangle -\left\langle D\langle Df,s\rangle ,t\right\rangle }
- {\displaystyle [s,ft]=f[s,t]+\langle Df,s\rangle t-{\frac {1}{2}}\langle s,t\rangle Df}
- {\displaystyle \langle Df,Dg\rangle =0}
- {\displaystyle \langle D\langle s,t\rangle ,u\rangle =\left\langle [u,s]+{\frac {1}{2}}D\langle u,s\rangle ,t\right\rangle +\left\langle s,[u,t]+{\frac {1}{2}}D\langle u,t\rangle \right\rangle }
- {\displaystyle [[s,t],u]+[[t,u],s]+[[u,s],t]={\frac {1}{6}}\left(\langle [s,t],u\rangle +\langle [t,u],s\rangle +\langle [u,s],t\rangle \right)}

이 두 정의는 서로 동치이며, 그 사이의 관계는 다음과 같다.
{\displaystyle [s,t]=\delta _{s}t-\delta _{t}s}
{\displaystyle \delta _{s}t=[s,t]+{\frac {1}{2}}D\langle s,t\rangle }
{\displaystyle \langle Df,s\rangle =\rho _{s}f}

### 디랙 구조
매끄러운 다양체 {\displaystyle M} 위의 {\displaystyle 2n}차원 쿠런트 준대수 {\displaystyle E\twoheadrightarrow M} 위의 내적 {\displaystyle \langle -,-\rangle }의 부호수가 {\displaystyle (n,n)}이라고 하자. 그렇다면, {\displaystyle E}의 디랙 구조 {\displaystyle L\subseteq E}는 다음 조건을 만족시키는 부분 벡터 다발이다.
{\displaystyle \dim L=n}
{\displaystyle \langle s,t\rangle =0\qquad \forall s,t\in \Gamma ^{\infty }(L)}
{\displaystyle \delta _{s}t=[s,t]\in \Gamma ^{\infty }(L)\qquad \forall s,t\in \Gamma ^{\infty }(L)}

## 예

### 접다발과 쌍대접다발의 직합
매끄러운 다양체 {\displaystyle M} 및 닫힌 3차 미분 형식
{\displaystyle H\in \Omega ^{3}(M)}
{\displaystyle \mathrm {d} H=0}
가 주어졌다고 하자. 그렇다면,
{\displaystyle E=\mathrm {T} M\oplus \mathrm {T} ^{*}M}
위에
{\displaystyle \delta _{X+\xi }(Y+\eta )=[X,Y]+({\mathcal {L}}_{X}\,\eta -Y\lrcorner \mathrm {d} \xi +X\lrcorner Y\lrcorner H)}
와 같은 괄호를 주자. 여기서
- {\displaystyle {\mathcal {L}}}은 벡터장 또는 1차 미분 형식의 리 미분이다.
- {\displaystyle \lrcorner }는 벡터장과 미분 형식의 내부곱이다.

그렇다면, {\displaystyle (M,E)}는 쿠런트 준대수의 구조를 이룬다. 여기서
- {\displaystyle \rho \colon \mathrm {T} M\oplus \mathrm {T} ^{*}M\to \mathrm {T} M}은 사영 사상이다.
- {\displaystyle D\colon {\mathcal {C}}^{\infty }(M)\to \mathrm {T} M\oplus \mathrm {T} ^{*}M}은 단순히 {\displaystyle f\mapsto 0+\mathrm {d} f}이다.

### 이차 리 대수
한원소 공간 위의 쿠런트 준대수의 개념은 이차 리 대수의 개념과 동치이다.

## 역사
류장쥐(중국어 간체자: 刘张炬, 정체자: 劉張炬, 병음: Liú Zhāngjù, 한자음: 유장거) · 앨런 와인스틴(영어: Alan Weinstein) · 쉬핑(중국어: 徐平, 병음: Xú Píng, 한자음: 서평)이 1997년에 도입하였다. 이 개념의 이름은 미국의 수학자 시어도어 제임스 쿠런트(영어: Theodore James Courant)의 이름을 땄다.